# Christian Gottlieb Riccius
Christian Gottlieb Riccius (* 12. Januar 1697 in Bernstadt a. d. Eigen; † 2. November 1784) in Göttingen war ein deutscher Jurist, Rechtswissenschaftler und Publizist.

## Leben
Christian Gottlieb Riccius war ein Sohn von Christian Riccius (1650–1735), einem Bürger, Tuchmacher und Ratsverwandten von Bernstadt und dessen Ehefrau Catharina Riccius (geboren um 1660–1694). Er besuchte die Schule in seiner Vaterstadt und in Zittau, dann ab 1716 studierte er an der Universität Leipzig Jura. Nach seinem Studienabschluss lebte er viele Jahre bald als Erzieher in verschiedenen adligen Häusern, bald als kursächsischer Advokat in Leipzig und Dresden, auch Halle, Altorf und Berlin. Im Jahre 1737 kam sein erstes Buch unter dem Titel „Entwurff von dem landsäßigen Adel in Teutschland“ heraus. Noch im gleichen Jahr erschien ein weiteres Werk zur Analyse des bestehenden Privatrechtes mit dem Titel „Specimen iuris publici germanici de praescriptionibus cum privilegio“.
Ab 1740 war er als Hofmeister und Erzieher bei den sächsisch-gothaischen Prinzen tätig. Auch in dieser Zeit erschienen weitere juristische Veröffentlichungen, so die „Statuten der Stadtgesetz“ und eine Sammlung von Rechtstexten unter dem Titel „Repertorium locupletissimum in J.F.Pfeffingeri coepus iuris publici“. Erst 1744 gelangte Christian Gottlieb Riccius zu einer, seinen gelehrten Neigungen und Kenntnissen entsprechenden, Stellung als Syndikus der Universität Göttingen und mit der Gründung neuer Lehrstühle dort auch als außerordentlicher Professor der Rechte. Hier führte er akademische Vorlesungen im Bereich der Rechtsausbildung ein. Im Jahre 1747 wurde er daneben Universitätssekretär und ab 1753 ordentlicher Professor mit dem Schwerpunkt des deutschen Privatrechts. Seine Emeritierung erfolgte 1767. Aber auch in der zeit danach war er noch im Bereich des Rechtes wissenschaftlich tätig und arbeitete an wichtigen Veröffentlichungen im Bereich des Banken- und Finanzrechtes.
Christian Gottlieb Riccius starb am 2. November 1784 im Alter von 87 Jahren in Göttingen.

## Wissenschaftliche Arbeit
Christian Gottlieb Riccius arbeitete in den frühen Jahren hauptsächlich am Gegenstand des deutschen Privatrechts und war ein geachteter Vertreter dieser Wissenschaft in jener Zeit. Mit seinen Veröffentlichungen lieferte er eine Reihe von Abhandlungen und Kompilationen auf diesem Gebiet, die hin und wieder auch auf deutsches Staatsrecht übergriffen. Das bezieht sich besonders auf seine jüngeren, aus der vorakademischen Periode stammenden, Arbeiten. Dazu gehörte das Repertorium zu Johann Friedrich Pfeffinger, Corpus iuris publici.
Die bekannteste Arbeit aus seiner Zeit an der Universität Göttingen war das Spicilegium iuris Germanici ad J. R. Engau elementa iuris Germanici ex legibus, statutis et diplomatibus collectum. Den Abschluss seiner wissenschaftlichen Tätigkeit bildeten die XVII Exercitationes in ius cambiale, das ein für seine Epoche bedeutsames und damals auch vielgeschätztes, geschlossenes System des Wechselrechts darstellte.

## Werke
- Zuverläßlicher Entwurff von dem landsäßigen Adel in Teutschland. Nürnberg 1735 (Digitalisat in der Google-Buchsuche).
- Specimen iuris germanici, quo praescriptio Germanorum vetus iuxta et hodierna ex legibus Germanorum ac diplomatibus eruitur atque illustratur. Frankfurt/Leipzig 1738 (Digitalisat).
- Zuverlässiger Entwurff von Stadt-Gesezen, oder Statutis vornehmlich der Land-Städte. 1740 (Digitalisat).
- Repertorium locupletissimum in Iohannis Friderici Pfeffingeri […] Corpus Iuris Publici. Gotha 1741 (Digitalisat in der Google-Buchsuche).
- Spicilegium iuris Germanici ad illustris domini Io. Rodolphi Engau elementa Iuris Germanici Civilis ex legibus, statutis et diplomatibus collectum. Göttingen 1750 (Digitalisat in der Google-Buchsuche).
- Delineatio iuris Germanici de conventione obligationis debitoris ad carcerem in causa debiti. Göttingen 1778 (urn:nbn:de:gbv:3:1-692248).
- Septemdecim exercitationes in universum jus cambiale directae atque legibus ipsis emporiorum ac provinciarum cambialibus constabilitae. Göttingen 1779–1782 (Digitalisate).